# ساردس (مسيسيبي)
ساردس (بالإنجليزية: Sardis, Mississippi)‏ هي بلدة تقع في مقاطعة بانولا (ميسيسيبي) بولاية مسيسيبي في الولايات المتحدة. تبلغ مساحتها 5.1 (كم²)، وترتفع عن سطح البحر 112 م، بلغ عدد سكانها 2038 نسمة في عام 2000 حسب إحصاء مكتب تعداد الولايات المتحدة وتصل الكثافة السكانية فيها 396.9 نسمة/كم2.

## أعلام
- تشارلز بي هال
- جون كايل
- فيلي ميتشيل

## وصلات خارجية
- The US50 - Cities and Towns in Mississippi State
- Mississippi Cities and Towns, Facts, Map, Flag, Colleges, Government, and More